# Die 39 Zeichen
Die 39 Zeichen (englischer Originaltitel: The 39 Clues) ist eine Folge von Abenteuerbüchern, die im Jahre 2008 von Rick Riordan begonnen wurde und von C. Alexander London im September 2016 mit dem 26. Buch beendet wurde.

## Handlung
In der Reihe geht es um die beiden Geschwister Dan und Amy Cahill (11 und 14 Jahre alt), deren Großmutter Grace Cahill eines Tages stirbt und ein seltsames Erbe hinterlässt. Sie stellte in einem Video allen Teilnehmern der Testamentseröffnung eine Wahl: Entweder sollten sie eine Million Dollar aus ihrem Vermögen nehmen oder sich auf eine Art Schnitzeljagd einlassen. Obwohl die Geschwister das Prinzip der Jagd nicht wirklich verstehen, entscheiden sie sich gegen die Million und begeben sich auf die Jagd nach den Zeichen, die einem die Macht über die Welt versprechen. Außer ihnen treten noch sechs weitere Teams die Jagd an.
Von nun an reisen die Geschwister um die ganze Welt, unterstützt von ihrem Au-pair-Mädchen Nellie Gomez. Dabei erfahren sie, dass viele Cahills in der Vergangenheit mitgeholfen haben, die Zeichen zu verstecken, und dass sie sich seit 500 Jahren darum streiten. Doch die Jagd ist nicht nur schwierig und geheimnisvoll, sondern auch sehr gefährlich, denn die anderen Teams versuchen, sich immer wieder gegenseitig aus dem Weg zu räumen. Die meisten Teams versuchen aber, Amy und Dan aus dem Weg zu räumen, da sie diese für gefährlich halten.

## Charaktere
| Name                                | Beschreibung/Bemerkung |
| ----------------------------------- | --- |
| Dan Cahill                          | Er ist der 11-jährige Bruder von Amy, sammelt gerne alles Mögliche, hasst Museen und Bibliotheken. Er findet später heraus, dass er ein Madrigal ist. |
| Amy Cahill                          | Sie ist die 14-jährige Schwester von Dan, mag Bücher und Museen, hasst große Menschenmengen, stöhnt oft über Dans Unwissenheit, stand Grace näher als Dan, hegt Gefühle für Ian Kabra. Sie findet später heraus, dass sie eine Madrigal ist. |
| Nellie Gomez                        | Sie ist Au-pair-Mädchen von Dan und Amy, da deren Tante Beatrice die Kinder nicht aufnahm. Sie wurde als erste außenstehende Person Madrigal. Sie wurde von den Madrigals beauftragt, Dan und Amy zu beschützen, und wird später deren Vormund.                                                                                                 |
| Mr. McIntyre                        | Er ist enger Vertrauter von Grace gewesen und überreicht den Teams den ersten Hinweis auf eines der Zeichen. Er ist mit dem Mann in Schwarz verbündet, er ist ein Madrigal. |
| Alistair Oh                         | Er ist der Onkel von Dan und Amy, verarmter Burrito-Unternehmer, arbeitet alleine auf der Jagd nach den 39 Zeichen, verbündet sich teilweise mit Dan und Amy, ist sehr undurchsichtig, ist ein Ekaterina. |
| Irina Spasky                        | Sie ist ehemalige KGB-Agentin, ist eine Lucian. Sie arbeitet ebenfalls alleine, doch wird in Band 6 deutlich, dass sie teilweise Isabel Kabra, der inoffiziellen Chefin der Lucians, gehorchen muss. Sie hat viele Tricks auf Lager, stirbt bei einem Feuer in Band 6, nachdem sie Allistair Oh und die beiden Geschwister Amy und Dan rettete. |
| Ian Kabra                           | Er arbeitet mit seiner jüngeren Schwester Natalie zusammen als Team, ist ein Lucian. Er tut in Band 3 so, als würde er Amy lieben, muss jedoch feststellen, dass das teilweise der Wahrheit entspricht. |
| Natalie Kabra                       | Sie ist die Schwester von Ian, ist ein Lucian. |
| Jonah Wizard                        | Er ist ebenfalls mit seinem Vater auf der Jagd, gibt sich cool und ist ein Weltstar. Er kommt nicht so oft vor, ist ein Janus, seine Mutter ist Führerin der Janus. |
| Familie Holt                        | Sie sind zu fünft, ebenfalls ein Team, sind Tomas. In Band 5 verbünden sie sich zum Teil mit Dan und Amy. |
| Die Starlings (Ned, Ted und Sinead) | Sie sind zu dritt und bilden ein Team, jedoch scheiden sie schon im ersten Band aus und sind im zehnten Band wieder dabei. Sie sind Ekaterinas. |
| Der Mann in Schwarz                 | Er verfolgt Dan und Amy, bleibt aber immer im Hintergrund. Er ist Verbündeter von William McIntyre, Führer der Madrigals. Er heißt Fiske Cahill und ist der Bruder von Grace Cahill und damit ihr Großonkel. Später wird er zusammen mit Nellie ihr Vormund.                                                                                    |
| Saladin                             | Er ist der Kater von Dan und Amy, mag ausschließlich Red Snapper. |
| Isabel Kabra                        | Sie ist die Mutter von Ian und Natalie, inoffizielle Anführerin der Lucians, äußerst bösartig. |
| Arthur und Hope Cahill              | Sie sind Dan und Amys Eltern, sind in einem Feuer, welches von Isabel Kabra gelegt wurde, ums Leben gekommen. Auch sie waren auf der Jagd nach den 39 Zeichen. Sie waren Madrigals. |
| Grace Cahill                        | Sie ist Dan und Amys Großmutter. Sie hat die vier Familienzweige bei ihrem Begräbnis vor die Wahl gestellt: Entweder sie bekommen eine Million Dollar auf die Hand oder sie begeben sich auf die Suche nach den 39 Zeichen. Sie war Madrigal.                                                                                                   |

## Staffeln
Die Reihe besteht aus fünf Staffeln, von denen nur die Erste ins Deutsche übersetzt wurde.

### Erste Staffel

#### Bände
1. Die Katakomben von Paris
2. Mozarts Geheimnis
3. Das Schwert der Samurai
4. Der Schatz des Pharao
5. Die Rache der Romanows
6. Gefahr am Ende der Welt
7. Die Spur des Zulu-Kriegers
8. Entführung am Himalaya
9. Ruf der Karibik
10. Der Schlüssel zur Macht

Des Weiteren gibt es einen elften Band in der ersten Staffel (englischer Titel: Vespers Rising), der das Bindeglied zur zweiten darstellt.

### Weitere Staffeln
Die zweite Staffel (englischer Titel: Cahill vs. Vespers) enthält sechs Bände und handelt um die vereinte Cahill-Familie, die nun gegen die Vespers kämpft. In der dritten Staffel (englischer Titel: Unstoppable) mit vier Bänden geht es um den Präsidentschaftskandidat J. Rutherford, welcher das Serum gestohlen hat. Die vierte und vorletzte Staffel (englischer Titel: Doublecross) hat ebenfalls vier Bände. Die letzte Staffel (englischer Titel: Superspecial) enthält nur einen Band, somit ist er das letzte Buch der Reihe. Es wurde im September 2016 veröffentlicht.

## Autoren
Die Buchreihe wurde von Rick Riordan (Percy-Jackson-Reihe) angefangen und von weiteren Autoren fortgesetzt. Hier eine kleine Übersicht:
- Rick Riordan: Band 1
- Gordon Korman: Band 2, Band 8
- Peter Lerangis: Band 3, Band 7
- Jude Watson: Band 4, Band 6
- Patrick Carman: Band 5
- Anne Emmert: Band 8
- Ursula Held: Band 8, Band 9, Band 10
- Linda Sue Park: Band 9
- Margaret Peterson Haddix: Band 10

## Die fünf Familien-Zweige
Es gibt vier verschiedene Zweige in der Familie Cahill: Janus, Ekaterina, Lucian, Tomas. William McIntyre warnt Amy und Dan in Band 1 vor dem geheimnisvollen fünften Zweig, den Madrigals. Alle Teams wissen, welchem Zweig sie angehören, nur Dan und Amy nicht. Erst in Band 7 erfahren sie, dass sie Madrigals sind. 
Gideon und Olivia Cahill hatten vier Kinder: Katherine, Luke, Thomas und Jane. Gideon opferte sein Leben und sein Vermögen, um ein Heilmittel gegen die Pest zu finden. Das Serum, das er entwickelte, schützte auch wirklich vor der Pest, hatte aber unerwartete Nebenwirkungen. Bei den Menschen, die das Serum einnahmen, veränderte es die DNA und sie bekamen ungewohnte Fähigkeiten. Jeder der vier Cahill-Kinder bekam ein Teil der Formel zur Herstellung. Gideon kam bei einem Feuer, das sein Labor zerstörte, ums Leben. Seine zurückgebliebenen Kinder verdächtigten einander der Sabotage, und am Ende zerbrach die Familie. Sie gingen alle fort und gründeten ihren eigenen Cahill-Clanzweig: Katherine – Ekaterina, Luke – Lucian, Thomas – Tomas, Jane – Janus. Die Familienzweige sind seit Jahrhunderten auf der erbitterten Suche, um die nächste Zutat zu finden, mit dem das Serum hergestellt werden kann, und bekämpfen einander dabei. Alle wollen das Hauptmittel haben, in dem sämtliche Kräfte der vier Zweige vereint sind, nicht nur das des eigenen Zweigs. Wenn ein Familienzweig der Lösung nahekommt, wird er daran von den Madrigals gehindert. Deshalb werden diese von allen anderen gehasst.
Jeder Familienzweig hat besondere Fähigkeiten: Die Ekaterina sind besonders intelligent, die Lucians sind besonders listig, die Tomas besonders stark und die Janus sehr kunstbegabt.
Die Geschichte der Madrigals
Als das Feuer ausbrach, wusste niemand, dass Gideons Frau Olivia mit dem fünften Kind schwanger war: Madeleine Cahill, Gründerin des Madrigals-Zweigs. Olivia hat zunächst ihren Mann unterstützt. Später jedoch war sie entsetzt darüber, was die Gier in ihrer Familie angerichtet hatte. Ihre Kinder waren überall verstreut und verfolgten eigene Pläne, sie war alleine mit dem Baby. Olivia sah mit Schrecken, wie das Serum die Familie auseinandertrieb. Sie erzog Madeleine in der Überzeugung, dass es wichtiger als alles andere sei, die Familie wieder zusammenzubringen. Madeleine Cahill hat am Sterbebett ihrer Mutter einen Eid geschworen, dass sie alles, was in ihrer Macht steht, dafür tun wird.
Regeln der Madrigals
- Madrigals nehmen den Namen ihrer Mutter an.
- M.C. wusste, die Madrigals müssen die Besten der Besten sein. Dazu gehörten Amelia Earhart, Anne Bonny, Mary Read, Nanny Sharpe, Mutter Teresa, Frederick Douglass, Roberto Clemente.
- Die Madrigals sind der einzige Zweig, in dem ein aktiver Status erworben werden muss. Als Madrigals geboren zu sein reicht nicht. Sie müssen strenge Prüfungen durchlaufen, ohne es zu wissen. Das Geheimnis der MA bleibt so unangetastet. Ein paar dieser Prüfungen ergeben sich aus den Streitigkeiten mit anderen Zweigen oder aus der Zeichenjagd.

## Die Zeichen
- Eisenlösung
- Wolfram
- Gold
- Myrrhe
- Bernstein
- Wasser
- Aloe
- Flüssige Seide
- Rosmarin
- Knochen
- Wermut
- Zink
- Perlmutt
- Honig
- Schwefel
- Mazis
- Lilie
- Kupfer
- Silber
- Phosphor

...
Jeder Familienzweig hatte verschiedene Zeichen. Die Lucians-Zeichen gab es schon zusammengemixt, die Flasche mit diesen wurde jedoch von Isabel Kabra und ihrem Mann getrunken.

## Sonstiges
Mr. McIntyre erwähnt in Band 1, dass viele bekannte Leute Cahills sind, wie z. B. Benjamin Franklin oder Wolfgang Amadeus Mozart.